# جيم ماكغفرن
جيم ماكغفرن (بالإنجليزية: Jim McGovern)‏ هو لاعب غولف أمريكي، ولد في 5 فبراير 1965 في تينيك (نيوجيرسي) في الولايات المتحدة.

## وصلات خارجية
- جيم ماكغفرن على موقع رابطة لاعبي الغولف المحترفين (الإنجليزية)
- جيم ماكغفرن على موقع التصنيف العالمي الرسمي للغولف (الإنجليزية)